# Bartholomew Roberts
Bartholomew Roberts (n. 17 mai 1682, Little Newcastle⁠(d), Pembrokeshire, Țara Galilor, Regatul Angliei – d. 10 februarie 1722, Cape Lopez⁠(d), Provincia Ogooué-Maritime, Gabon) născut sub numele de John Roberts, a fost un pirat din Țara Galilor, care a atacat nave în afara Africii și Americii de Vest între 1719 și 1722. El a fost cel mai de succes pirat din Epoca de Aur a Pirateriei măsurată de către navele capturate, luând peste 470 de „premii” în cariera sa. El este, de asemenea, cunoscut sub numele de Black Bart (galeză: Barti Ddu), dar acest nume nu a fost niciodată folosit în timpul vieții sale. El este uneori confundat cu Charles Bolles, numit „Black Bart” din America de Vest.